# Monika Schwingshackl
Monika Schwingshackl (Dobbiaco, 5 marzo 1972) è un'ex biatleta italiana.

## Biografia
In Coppa del Mondo ha debuttato nel 1992 e vanta come miglior piazzamento il 33º posto nell'individuale di Oberhof/Val Ridanna del 1993. In carriera ha partecipato a un'edizione dei Giochi olimpici invernali, Albertville 1992 (37ª in sprint, 57ª in individuale, 13ª in staffetta).

## Riconoscimenti
Alla Schwingshackl è dedicato l'anello da fondo "Monika", di 5 km, a Dobbiaco.